# Getulina
Getulina es un municipio brasileño del estado de São Paulo, localizado en la microrregión de Lins. Se localiza a una latitud 21º47'55" sur y a una longitud 49º55'43" oeste, estando a una altitud de 487 metros. Su población estimada en 2010 es de 10777 habitantes. Posee un área de 675,4 km².

## Clima
El clima de Getulina puede ser clasificado como clima tropical de sabana (Aw), de acuerdo con la clasificación climática de Köppen.

## Religión
El Cristianismo está presente en la ciudad de la siguiente manera:

### Iglesia Católica
La iglesia católica del municipio forma parte de la Diócesis de Lins.

### Iglesia Protestante
En la ciudad están presentes las más diversas creencias evangélicas, principalmente pentecostales, incluidas las Asambleas de Dios de Brasil (la iglesia evangélica más grande del país), Congregación Cristiana, entre otras. Estas denominaciones están creciendo cada vez más en todo Brasil.